# Хауптман
Хауптман (на немски: Hauptmann) е немски офицерски ранг използван в германската, австрийската и шведската армии. Еквивалентен е на чин капитан. В съвременния немски език haupt означава главен, но съществува и остаряло значение - глава. В този смисъл буквалният превод на Hauptmann е главатар, което е и етимологичен корен на капитан (на латински: caput, в превод глава).
В по-общ смисъл може да се използва за именуване на ръководителя на структурирана група от хора. Например в Австрия капитанът на противопожарната служба се нарича Feuerwehrhauptmann, докато Räuberhauptmann се използва за лидерът на група крадци.
Официалните австрийски звания използващи думата са Landeshauptmann, Bezirkshauptmann, Burghauptmann и Berghauptmann.
В Саксония, по време на Ваймарската република, званията Kreishauptmann и Amtshauptmann са присъждани на висши държавни служители.